# Ahman Green
Ahman Rashad Green (ur. 16 lutego 1977 w Omaha, Nebraska) – amerykański zawodnik futbolu amerykańskiego w lidze NFL. Gra na pozycji Biegacza w Green Bay Packers z numerem 34. Wcześniej występował w Seattle Seahawks oraz Houston Texans.